# Messeler Falltorhaus
Das Messeler Falltorhaus ist ein Bauwerk in Messel und Teil der kleinen Gebäudegruppe Forsthaus Messel.

## Geschichte und Beschreibung
Das Messeler Falltorhaus wurde erstmals im Jahre 1630 erwähnt. Die Messeler Falltorhäuser wurden in der Hege, das heißt am Waldrand im Verlaufe der Darmstädter Landwehr, erbaut. Das Gebäude hatte zur damaligen Zeit die Funktion eines Zollhauses für den Straßenzoll, der von den Darmstädter Landgrafen für den Verkehr mit der Grafschaft Hanau erhoben wurde. 
Ein Falltorknecht, der in dem Haus wohnte, war dafür verantwortlich, dass das Falltor „Messeler Schlag“ zu gegebener Zeit geschlossen bzw. geöffnet wurde.
Nach dem Jahre 1710 wurde das Gebäude in eine Revierförsterei umgewandelt.
Das heutige Forsthaus aus dem Jahre 1890, auf den Grundmauern des Vorgängerbaus ist ein verschindeltes zweigeschossiges Gebäude. Des Weiteren gehören zum Komplex eine Scheune mit integriertem Pferde-, Hühner- und Schweinestall sowie ein Back- und Waschhaus älteren Datums.

## Denkmalschutz
Aus architektonischen und stadtgeschichtlichen Gründen ist das Bauwerk ein Kulturdenkmal.